# Eutíquio de Constantinopla
Eutíquio de Constantinopla (ca. 512 - 5 de abril de 582) foi Patriarca de Constantinopla entre 552 e 565 e, novamente, entre 577 e 592 Ele é considerado um santo pelas igrejas Católica e Ortodoxa. Durante todo o período, concomitante com o reino do imperador bizantino Justiniano, o Grande, foi marcado por controvérsias sobre a autoridade do imperador e do Papa.

## Primeiros anos
A carreira de Eutíquio foi bem documentada. Uma biografia completa escrita por seu capelão, Eustácio de Constantinopla, sobreviveu intacta. O patriarca nasceu em Teio, na Frígia e seu pai, Alexandre, era um general sob o famoso comandante trácio-bizantino Belisário. Ele se tornou um monge em Amaseia aos trinta anos. Como um arquimandrita em Constantinopla, Eutíquio era muito respeitado pelo Patriarca Menas e, no dia em que ele morreu, Eutíquio foi escolhido por Justiniano para sucedê-lo.

## Primeiro patriarcado
O Papa Vigílio estava em Constantinopla quando Eutíquio se tornou patriarca e, assim que eleito, Eutíquio enviou-lhe o anúncio de praxe e uma profissão de fé completamente ortodoxa da igreja (que, na época, estava unificada). Ao mesmo tempo, o Papa pediu-lhe que convocasse e presidisse um novo concílio para lidar com a controvérsia dos Três Capítulos. Vigílio, porém, retirou depois seu consentimento para a realização do encontro que, apesar disso, acabou se realizando em 5 de maio de 554 em Constantinopla, com Eutíquio dividindo as honras da assembleia com Apolinário, Patriarca de Alexandria, e Dono III, Patriarca de Antioquia. Na segunda sessão, o Papa se desculpou, por motivos de saúde, abandonou o concílio. A subscrição de Eutíquio aos atos deste concílio, que depois seria reconhecido como sendo o segundo concílio de Constantinopla (e como o quinto concílio ecumênico), é um sumário dos decretos contra os Três Capítulos. O concílio terminou em 2 de junho de 553.
Eutíquio tinha, até então, defendido o imperador sem ressalvas. Ele compôs o decreto do concílio contra os Três Capítulos e, em 562, ele consagrou a nova igreja de Santa Sofia. Porém, ele acabou entrando numa violenta contenda com Justiniano em 564, quando o imperador abraçou os preceitos dos Aftartodócetas, um grupo ortodoxo oriental que acreditava que o corpo de Cristo na terra era incorruptível (aptarto) e era livre de toda a dor.
Eutíquio, num longo discurso, argumentou sobre a incompatibilidade desta crença com as escrituras, mas o imperador insistiu que manteria sua crença ainda assim. Quando Eutíquio se recusou a ceder, Justiniano ordenou que ele fosse preso. Em 22 de janeiro de 565, Eutíquio estava celebrando a festa de São Timóteo na igreja adjunta ao palácio do papa Hormisda quando soldados invadiram a residência patriarcal, foram até a igreja e o levaram preso.

## Prisão e exílio
Eutíquio foi primeiro levado para um mosteiro chamado Choracudis e, no dia seguinte, para o mosteiro de Santo Osias, perto de Calcedônia. Oito dias depois, Justiniano convocou uma assembleia de príncipes e prelados, para o qual ele convocou também Eutíquio para que ele ouvisse as acusações contra ele, que eram triviais: que ele usava "unções", comia "carnes delicadas" e rezava por longos períodos. Após ter sido convocado por três vezes, o patriarca deposto respondeu que ele iria apenas se fosse para ser julgado canonicamente, em sua própria honra, e sob o comando de seus clérigos. Condenado in absentia, ele foi enviado para uma ilha no Propôntida chamada Príncipo e, posteriormente, para o seu antigo mosteiro em Amaseia, onde ficou por doze anos e cinco meses.

## Retorno e segundo patriarcado
Com a morte de João III, que Justiniano tinha apontado como sucessor de Eutíquio, o povo de Constantinopla demandou o retorno do antigo patriarca. Justino II tinha sucedido a Justiniano em 565 e se associado com o jovem Tibério. Em outubro de 577, os imperadores enviaram uma comitiva até Amaseia para trazer Eutíquio de volta para a capital imperial. Relatos contemporâneos afirmam que, assim que ele entrou na cidade, uma grande multidão o esperava, gritando alto "Abençoado seja o que vem em nome do Senhor" e "Glória a Deus nas Alturas, paz na terra". Numa imitação da entrada triunfal de Jesus em Jerusalém (como descrita em Mateus 21:1–11 e em João 12:12–18), ele entrou na cidade no lombo de um jumento andando sobre as vestes espalhadas pelo chão, com a multidão carregando palmas, dançando e cantando. A cidade inteira foi iluminada, banquetes públicos foram realizados e novos edifícios, inaugurados.
No dia seguinte, ele se encontrou com os imperadores e recebeu a "honra única" na Igreja da Virgem em Blaquerna. Ele então seguiu direto para a grande igreja, subiu no púlpito e abençoou o público, tarefa que tomou-lhe seis horas para distribuir a comunhão, pois todos queriam recebê-la de suas mãos

## Crenças finais e morte
Mais para o fim de sua vida, Eutíquio manteve a opinião de que, após a ressurreição, o corpo será "mais sutil que o ar" e não mais algo tangível, um pensamento considerado herético, pois ia contra a doutrina da ressurreição física e corpórea. O futuro papa Gregório, o Grande, que morava em Constantinopla como um apocrisiário, se opôs a esta opinião, citando o Evangelho segundo Lucas (Lucas 24:29). O imperador Tibério conversou com cada um dos dois em separado e tentou reconciliá-los, sem sucesso.
Eutíquio morreu em paz no domingo seguinte à Páscoa, com setenta anos de idade. Alguns de seus amigos depois contaram ao Papa Gregório que, poucos minutos antes de morrer, ele tocou a pele de sua mão e disse "Eu confesso que esta carne se levantará novamente", uma alusão a Jó 19:26.
Entre seus púpilos estava Eutratio de Constantinopla, que iria escrever um tratado contra o sono da alma.

## Obras sobreviventes
Os restos de sua produção literária que sobreviveram são:
- Um carta ao Papa Vigílio (Migne, P. L., LXIX, 63; P.G. LXXXVI, 2401).
- Um fragmento de um "Discurso sobre a Páscoa" (Mai: Class. Auct. X, 488, e Script. Vet. Nov Coll. IX, 623); outros fragmentos na P.G., LXXXVI.